# Мелетские Горки
Мелетские Горки — деревня в Малмыжском районе Кировской области. Входит в состав Арыкского сельского поселения. 

## География
Находится на левобережье Вятки на расстоянии примерно 10 километров по прямой на север-северо-восток от районного центра города Малмыж.

## История
Известна с 1873 года, когда в ней учтено было дворов 23 и жителей 193, в 1905 году насчитывалось дворов 76 и жителей 465. В 1926 году дворов 110 и жителей 607, в 1950 116 и 510 соответственно. В 1989 году учтено 47 жителей.

## Население
Постоянное население  составляло 31 человек (русские 65%) в 2002 году, 18 в 2010.